# 新興俳句弾圧事件

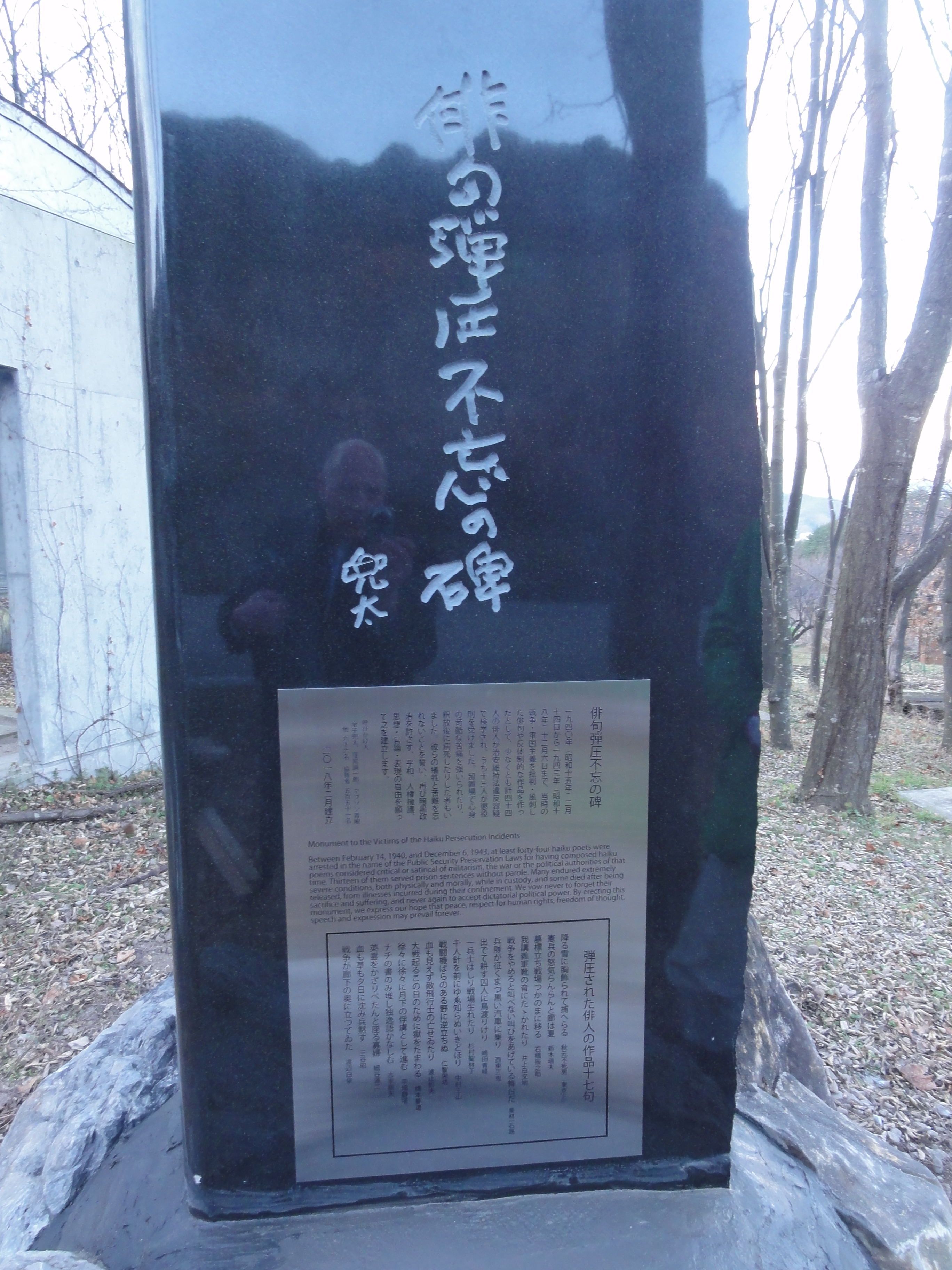
「俳句弾圧不忘の碑」（長野県上田市「無言館」近辺「槐多庵」前庭）

新興俳句弾圧事件（しんこうはいくだんあつじけん）あるいは昭和俳句弾圧事件（しょうわはいくだんあつじけん）とは、1940年から1943年の間に行われた、治安維持法に基づく、新興俳句の俳句誌・俳人に対する一連の言論弾圧事件の総称である。対象となった俳人が逮捕され、俳句紙の多くは廃刊に追い込まれた。契機となった「京大俳句」への弾圧事件を「京大俳句事件」とも言う。

## 経緯
1933年に創刊された「京大俳句」は「作風と批判の自由」を標榜した。しかし、戦意高揚の俳句作成や使う季語すら国から推奨される時代に、厭戦や反戦の俳句を次々と掲載したことから特高から睨まれるようになり、一連の事件で少なくとも44名が検挙され、そのうち13名が懲役刑を受けた。

## 弾圧の対象となった俳句誌・俳人
- 「京大俳句」(第1次)1940年2月14日[2]
  - 井上隆證（井上白文地）、中村修次郎（中村三山）、中村春雄（新木瑞夫）、辻祐三（曽春）、平畑富次郎（平畑静塔）、宮崎彦吉（宮崎戎人）、福永和夫（波止影夫）、北尾一水（仁智栄坊）
- 「京大俳句」(第2次)1940年5月3日[3]
  - 石橋辰之助、和田平四郎（和田辺水楼）、杉村猛（聖林子）、三谷昭、渡辺威徳（渡辺白泉）、堀内薫
- 「京大俳句」(第3次)1940年8月31日[4]
  - 斎藤敬直（西東三鬼）
- 「広場」1941年2月5日[5]
  - 藤田勤吉（初巳）、中台満男（中台春嶺）、林三郎、細谷源太郎（細谷源二）、小西金雄（兼尾）
- 「土上」1941年2月5日[5]。
  - 嶋田賢平（青峰）、秋元不二雄（東京三・戦後は秋元不死男）、古家鴻三（榧夫）
- 「日本俳句」1941年2月5日
  - 平沢栄一郎（英一郎）
- 「俳句生活」1941年2月5日、7日、21日[5]。
  - 橋本淳一（夢道）、栗林農夫（栗林一石路）、横山吉太郎（横山林二）、野田静吉（神代藤平）
- 「山脈」1941年11月20日
  - 山崎清勝（青鐘）、山崎義枝、西村正男、前田正、鶴永謙二、勝木茂夫、紀藤昇、福村信雄、宇山幹夫、和田研二
- 「きりしま」1943年6月3日
  - 面高秀（散生）、大坪実夫（白夢）、瀬戸口武則
- 「宇治山田鶏頭陣」1943年6月14日[5]。
  - 野呂新吾（六三子）
- 「蠍座」1943年12月6日[6]
  - 大河隆一（加才信夫）、高橋凱晟（高橋紫衣風）